# Maggie Greene
Maggie Greene, més tard Maggie Rhee és un personatge de la sèrie de televisió AMC The Walking Dead i un personatge de còmic de The Walking Dead. A la sèrie de televisió és interpretada per Lauren Cohan.
A la sèrie de còmics, Maggie es converteix en la mare substituta de Sophia després del suïcidi de la mare de la nena, Carol. La Maggie està inicialment insegura i deprimida, intenta suïcidar-se en un moment donat després que tota la seva família sigui assassinada. Amb el temps, s'endureix i s'independitza. Més tard, Maggie es veu involucrada en la guerra contra els Saviors, durant la qual anima la gent a seguir Rick Grimes en comptes de Gregory i Negan. La gent de The Hilltop l'escolta i ella es converteix en la seva líder de facto. Després de la guerra, Maggie té un fill que porta el nom del seu pare, Hershel. Continua sent molt protectora dels seus fills, així com de Carl Grimes, tot i que està en desacord amb el seu predecessor, Gregory. Molta gent qüestiona el seu lideratge a causa de la seva major preocupació pel seu grup interior, però hi ha alguns que l'idolatren, inclòs Dante, que demostra que té sentiments per ella.
A la sèrie de televisió, Maggie no comparteix les inseguretats del seu homòleg de còmics i és més independent des del principi. Inicialment, Maggie no té experiència i no coneix l'apocalipsi, està en gran part protegida a la granja de la família Greene, però un cop arriba el grup de Rick, ràpidament es converteix en una lluitadora ferotge i hàbil, esdevenint experta amb les armes i participant en les proves del grup. Maggie estableix una relació casual amb Glenn després d'adonar-se del seu enamorament per ella, però insisteix que és un acord purament temporal. Més tard s'adona que s'ha enamorat d'ell i finalment es casen. Maggie assumeix el mateix paper de lideratge de Hilltop que ho fa als còmics, així com el seu conflicte amb Gregory.
Cohan va entrar en una disputa salarial amb AMC després de completar el seu contracte com a habitual de la sèrie a The Walking Dead al final de la vuitena temporada. Va demanar una millora salarial més propera als seus companys de protagonisme masculins Andrew Lincoln i Norman Reedus, tot i que AMC es va negar. Finalment, va arribar a un acord per aparèixer a la novena temporada amb una capacitat limitada de sis episodis a la primera meitat fins que ambdues parts poguessin arribar a un acord. Després d'això, va ser coprotagonista de la sèrie d'ABC Whiskey Cavalier, que es va cancel·lar després d'una temporada. Es va confirmar que Cohan tornaria a The Walking Dead com a sèrie habitual per a la seva onzena temporada, després del seu paper recurrent a la segona meitat de la desena temporada.

## Biografia del personatge

### Segona temporada
Fa el seu debut al segon episodi de la segona temporada, muntant el seu cavall es precipita cap al bosc per advertir al grup de Rick Grimes i Shane Walsh de l'incident que va implicar el fill de Rick, Carl Grimes, que va ser ferit accidentalment per una bala disparada des de El rifle d'Otis, parent de la Maggie intentant caçar un cérvol. Dona la benvinguda al grup a la granja del seu pare coneixent posteriorment en Glenn Rhee, amb qui mantindrà una relació cada cop més emocional al llarg dels esdeveniments.

### Tercera temporada
Durant la tercera temporada, el grup de la Maggie i el Rick busquen un lloc segur on aturar-se, ja que la granja serà destruïda a causa dels zombis que han envaït les praderies i van portar els supervivents a abandonar el lloc. Durant la temporada es mostrarà fonamental per al grup, de fet serà ella qui donarà a llum a Judith, la filla de Rick i Lori, però, per la mort de la dona que provocarà una disputa momentània dins del grup. Més tard serà segrestada juntament amb Glenn per Merle, el germà de Daryl que tothom creia mort a causa de les desavinences que es van produir a la primera temporada amb el líder del grup. Merle la porta a Woodbury, on després de patir tortures psicològiques pel governador Blake, és condemnada a mort juntament amb Glenn, però aconsegueix escapar gràcies a la intervenció sobtada de Rick i els seus amics. En el clímax de l'episodi final de la tercera temporada, accepta la proposta de matrimoni de Glenn

### Quarta temporada
La quarta temporada s'obre amb el grup que acull els habitants de Woodbury, després de l'intent fallit del Governador de prendre possessió de la presó on s'han refugiat el grup de supervivents. Però els dies de pau duren poc, de fet és testimoni del retorn del Governador que provocarà la mort del seu pare Hershel, provocant en Maggie una forta sensació de desconcert.
Després que el governador destrueixi la presó, se separa de Glenn i el grup i escapa juntament amb Sasha i Bob. Després d'una recerca esgotadora per trobar el seu marit Glenn, la Maggie intentarà diverses vegades separar-se del duet format per Sasha i Bob, ja que no considera necessari que els dos arrisquin la vida per trobar el seu marit. Afortunadament, però, al final de la quarta temporada, troba en Glenn sa i estalvi i recuperat dels esdeveniments que viatgen a un lloc segur anomenat Terminus.

### Cinquena temporada
La cinquena temporada s'obre amb la Maggie i el petit grup que segueixen viatjant al lloc anomenat Terminus, però un cop arriben al seu destí i reunits tots, el grup s'adona que Terminus ja no és un lloc segur ja que els residents, liderats pel caníbal. Gareth, intentaran matar el grup de Maggie i menjar-se la seva carn. Aconseguit escapar, després d'un esgotador baralla, el grup torna a marxar a la recerca d'un nou lloc on mantenir-se a salvo. Malauradament, durant el viatge, la Maggie també perd la seva germana Beth, assassinada per error per Dawn, una supervivent que viu a un hospital amb altres supervivents, consternada per l'incident, Maggie es presta a un crit de dolor per la mort de la seva germana. Mentre que el grup destruït per l'incident es manté indefens per presenciar l'escena. Més tard, després d'un llarg viatge per tot el país, el grup coneix l'Aaron, que porta el grup a la comunitat d'Alexandria, on Maggie finalment es converteix en col·laboradora de la líder local Deanna Monroe.

### Sisena temporada
A la temporada 6, es revela que està embarassada de Glenn. Després de l'atac dels llops i del ramat de caminants a Alexandria, Maggie comença a crear jardins per al cultiu sense èxit. Llavors és portada a Hilltop per conèixer la nova comunitat i parlarà primer amb el líder, Gregory, amb qui estableix un acord d'intercanvi entre Hilltop i Alexandria. A més, juntament amb Glenn li farà una ecografia gràcies al metge de la comunitat, Harlan Carson, que es va salvar abans. Uneix-te a Rick i altres residents d'Alexandria en una missió per matar enemics molt temuts per la gent de Hilltop. S'anomenen els salvadors. Malauradament, el pla no surt com estava previst i Maggie es troba presa amb Carol per una dona dels salvadors, però afortunadament podrà alliberar-se i eliminar tots els seus agressors, inclosos alguns reforços que van arribar al lloc poc després. Més tard es retroba amb el seu marit i els altres. Cap al final del penúltim episodi, Maggie intenta que l'Enid se li talli els cabells, de sobte s'enfonsa a terra a causa d'un fort dolor degut a l'embaràs, així que Rick organitza un grup per anar a Hilltop on la dona pot ser visitada pel Dr. Harlan. però pel camí estan envoltats de salvadors. Aquí es troben amb el seu cap, en Negan, i li expliquen que a partir d'ara es convertiran en els seus treballadors. Finalment decideix matar un del grup com a càstig per haver matat prèviament alguns dels seus homes.

### Setena temporada
Negan decideix matar Abraham. Immediatament després provoca la Rosita, obligant-la a mirar a Lucille completament ensangrentada, desfermant la ira de Daryl, que el colpeja. Per això en Negan també decideix matar en Glenn, davant els ulls desesperats de la Maggie. Durant la primera visita d'en Negan a Alexandria, la Maggie i la Sasha es troben a Hilltop, on rep tractament mèdic i canvia el seu cognom pel Rhee del seu marit. Donarà ordres als ciutadans de Hilltop sobre com defensar-se dels caminants que han entrat a la comunitat a causa dels salvadors liderats per Simon. Després de les seves accions, els ciutadans començaran a lloar-la i donar-li regals desitjant-la com a líder de Hilltop i despertant la gelosia de Gregory pel lideratge de la comunitat. Juntament amb Sasha comença a entrenar l'Enid i els colons de Hilltop en l'ús del ganivet. Durant una visita d'en Simon per recollir Harlan, la Maggie es troba amb Daryl que s'ha d'amagar en un celler, en aquesta ocasió tranquil·litza l'arquer dient-li que no va ser culpa seva que Negan va treure Glenn. Quan el grup d'Alexandria i Jesus es dirigeix cap a Oceanside, Maggie comença a construir jardins dins i fora del Hilltop i descobreix que Gregory mai ha matat un caminant. Arriba al mateix temps que el grup d'Ezequiel a Alexandria enmig de la batalla contra Negan, Jadis i els seus homes i rescatarà els seus companys. Juntament amb Jesús derrotarà l'ara zombi Sasha i farà un discurs d'incitació amb els líders de les altres dues comunitats per la guerra que està a punt de començar.

### Vuitena temporada
Durant la vuitena temporada, Maggie és la líder de Hilltop i co-líder, juntament amb Rick i Ezekiel, de la milícia formada pels supervivents de les tres comunitats. Després del setge del Santuari, Maggie torna a Hilltop per preparar la comunitat per a la guerra que ara ha començat i per protegir els salvadors captius. Uns dies després, va amb Jesús, Niell i altres supervivents al Santuari per comprovar que els Salvadors encara estaven atrapats pels caminants, però en el camí cauen en una emboscada de Simon, braç dret de Negan, que després d'haver amenaça la supervivència de Hilltop, mata Niell i convida a Maggie a tornar i abandonar la batalla. També li revela que tots els Salvadors han fugit del Santuari expulsant el ramat de caminants gràcies a un pla d'Eugeni i que Alexandria i el Regne estan actualment atacats. Aleshores, Maggie decideix tornar i li pregunta a Simon si li pot donar el taüt que té a la seva furgoneta per enterrar el seu amic. Simon accepta i Maggie, tornada a Hilltop, executa un dels salvadors captius que abans havia intentat matar Jesus i Tara. Després de disparar-li al pit, col·loca el seu cos al taüt que li ha donat Simon i demana als seus homes que el portin a Negan. Al taüt li deixa un missatge: "En tenim 38 més, rendi't!". Més tard li diu a Jesús que prepari i fortifica les muralles com si altres comunitats estiguessin sota atac, probablement buscaran refugi i subministraments al cim del turó. Durant les últimes etapes de la guerra, Maggie defensa Simon i els Saviors mentre intentaven assetjar Hilltop, i participa en l'enfrontament final entre Rick i Negan, guanyant la guerra. Després que Rick i Michonne decideixin empresonar en Negan per honrar el somni d'en Carl, Maggie i Daryl s'oposen fermament a aquesta decisió i gradualment comencen a guardar rancor per Rick i Michonne.

### Novena temporada
Un any i mig després dels esdeveniments de la guerra entre les comunitats, Maggie és la cap de Hilltop després de ser reelegida democràticament pels ciutadans i mare del petit Hershel JR. Tot i que alberga la decepció en Rick i Michonne, participa amb el grup en missions per buscar eines i subministraments útils per a la reconstrucció de la civilització. La Maggie ajuda a Rick i Michonne enviant subministraments per als Saviors, ja que el Santuari és poc productiu, i per a la construcció del pont. Mentre estan en una missió a Washington, Michonne, Rick, Daryl, Maggie i Ken són frenats per un ramat de caminants en el seu camí a casa. En un intent d'alliberar els cavalls, Ken és mossegat al braç i mor poc després. Maggie torna al Hilltop amb el cos del nen, provocant crítiques i decepcions per part de la família de la víctima. Gregory, amb la intenció de recuperar el comandament de la comunitat, convenç a Earl, el pare de Ken, afligit i psicològicament vulnerable per la recent pèrdua, que Maggie és responsable del que li va passar al nen i per això ha de morir. Atret amb una excusa, el líder de Hilltop és atacat per Earl per darrere, que és detingut ràpidament per Alden i Siddiq, però, després de ferir l'Enid. La Maggie de seguida entén que Gregory està darrere de tot això i després d'un enfrontament físic i verbal, decideix executar-lo públicament perquè no torni a passar res semblant. Gregory és penjat per Daryl i Maggie enmig de la nit davant de tota la comunitat i Rick i Michonne. Aquest esdeveniment servirà com a coartada per a la comunitat d'Oceanside, que decideix venjar-se dels Saviors responsables de la mort dels seus éssers estimats. Després d'aprendre això de la Cyndie, Maggie i Daryl decideixen que és hora de venjar-se d'en Negan. Daryl torna al campament amb Rick, mentre que la Maggie torna al Hilltop per preparar-se i juntament amb Dianne es dirigeix a Alexandria. Arribada a la comunitat, es dirigeix ràpidament cap a la cel·la de Negan on, però, l'espera Michonne, que li demana que no ho faci. Després d'una breu discussió, Michonne s'adona que en la seva situació hauria matat a Negan i li dona les claus de la cel·la. Tanmateix, en trobar-se davant d'un Negan impotent i suplicant-li que el mati, Maggie decideix perdonar-lo perquè entén que per a algú com Negan, estar tancat en una cel·la sense cap poder és un càstig més gran que la mort. Més tard, la Maggie arribarà amb Michonne i Carol prop del pont en el moment en què Rick decideix fer-lo volar. Convençuda de la seva mort, Maggie plora intentant aguantar la Michonne. Sis anys després, les relacions entre Hilltop i Alexandria són inexistents, Maggie i Michonne ja no tenen cap tipus de contacte. Tal com han explicat Tara i Jesus, actuals líders de Hilltop, Maggie ha decidit abandonar temporalment la comunitat per anar a viure amb el seu fill a la comunitat de Georgie.

### Desena temporada
A "Lines We Cross", Carol esmenta que encara no hi ha hagut resposta de Maggie a les seves cartes sobre els Whisperers.
A "A Certain Doom", la Maggie finalment consulta el seu correu i s'assabenta de la guerra amb els Whisperers i de la mort de Tara, Jesús i Enid a mans de la líder dels Whisperers, Alpha (Samantha Morton). Durant la batalla final amb els Whisperers, Maggie i un supervivent emmascarat que presenta com a amiga apareixen a temps per salvar la vida d'en Gabriel. Posteriorment, Maggie es retroba amb els seus amics supervivents, parlant amb Alden i Judith mentre tothom celebra el final de la guerra.

## Desenvolupament
Lauren Cohan es va anunciar oficialment com a repartiment el juny de 2011, juntament amb els coprotagonistes Scott Wilson i Pruitt Taylor Vince. Va ser ascendida a sèrie regular a partir de la tercera temporada. Va ser l'actriu femenina més destacada del programa a partir de la quarta temporada, fins a la seva sortida a la novena temporada.

### Conflicte salarial
En acabar la vuitena temporada, Cohan va acabar el seu contracte a The Walking Dead com a sèrie habitual. Més tard es va informar que Cohan no havia arribat a un acord per signar per a la temporada 9 com a membre principal del repartiment a causa d'una disputa salarial, ja que va exigir un sou millorat més a prop dels seus companys de protagonistes Andrew Lincoln i Norman Reedus. AMC es va negar i Cohan va començar a posar-se a disposició dels pilots de televisió. Va reservar el paper de l'agent de la CIA Francesca "Frankie" Trowbridge al pilot d'ABC Whiskey Cavalier, coprotagonitzat amb Scott Foley. Més tard es va confirmar que havia arribat a un acord per aparèixer a la temporada 9 amb una capacitat limitada de 6 episodis a la primera meitat de la temporada 9. Més tard, es va confirmar que Whisky Cavalier va ser seleccionat per a la sèrie.

## Recepció crítica
El personatge ha rebut crítiques molt positives, i molts crítics han elogiat la relació de Maggie amb Glenn, l'actuació emocional de Lauren Cohan i el creixement del personatge, així com les seves interaccions amb Hershel Greene. L'episodi "Cherokee Rose" marca la primera trobada sexual entre Glenn i Maggie. Els crítics van elogiar el desenvolupament de la relació entre Maggie i Glenn. Andrew Conrad de The Baltimore Sun va afirmar que la història personificava un "romàntic vaporós", mentre que l'Aaron Rutkoff de The Wall Street Journal ho va anomenar "el moment més divertit de la sèrie". Goldman va opinar que la seva trobada sexual semblava genuïna; "És un noi simpàtic, sembla una noia genial i es va sentir genuïna quan va notar que també se sentia molt sola i preparada per a una mica de companyia." Nick Venable de Cinema Blend va afirmar que les interaccions entre Maggie i Glenn van ser la més destacat de l'episodi. "M'alegro que els guionistes presentin aquest punt argumental de còmics, ja que aquest programa necessita seriosament un parell sense armaris plens d'esquelets. Quan Glenn agafa accidentalment una caixa de preservatius perquè la vegi Maggie, vaig riure de cor. La conversa posterior també va fer que somriu, la qual cosa em fa preguntar-me per què es presta la menor atenció a l'humor al programa." Jackson es va sorprendre amb l'escena i la va qualificar d'"inesperada".
La progressiva relació entre Maggie i Glenn a "Secrets" va ser ben rebuda per la crítica. Nate Rawlings de Time va afirmar que les seves interaccions van ser la més emotiva. Rawlings va opinar: "Ella està obligada a enfrontar-se, potser per primera vegada, que aquestes criatures són monstres babeoses. Abans del seu atac, va cridar a Dale [sic] per dir-los caminants; per a ella són la mare, el seu germà, els veïns. Després del seu atac, la seva ment podria canviar."
L'actuació de Cohan a "Killer Within" va ser elogiada per Eric Goldman.[21] Més tard, Goldman va elogiar Cohan a "When the Dead Come Knocking" quan es referia a l'escena en què The Governor obliga a Maggie a despullar-se dient: "El que és més important, el que li va fer va ser terrible, ja que la va obligar a despullar-se, va colpejar. ella va caure sobre una taula i bàsicament va fer tot el que va poder per intentar trencar-la mentalment. Ella li va dir, davant de tot això: "Fes el que facis. "Vés a l'infern" va ser un moment poderós per a Maggie. Lauren Cohan va fer un treball fantàstic aquí, mostrant a algú alhora aterroritzat i desafiant davant d'un escenari infernal."
A "Coda", l'actuació de Cohan va ser elogiada, en particular, l'escena on Maggie reacciona a la mort de Beth. Laura Prudom de Variety va dir: "Els últims moments de l'episodi van resultar ser alguns dels més potents de la sèrie fins ara: tant Lauren Cohan com Norman Reedus van fer actuacions realment esgarrifoses després de la mort de Beth, i va ser desgarrador veure la ràpida transició de Maggie. des de l'alegria per saber que la seva germana estava viva fins a la devastació total en veure-la morta en el transcurs de vint minuts."
Noel Murray de Rolling Stone va classificar Maggie Greene setè en una llista dels 30 millors personatges de Walking Dead, dient: "Ha desenvolupat una perspicàcia política gràcies a la tutela de Deanna i l'ha utilitzat per omplir el buit dels supervivents i convertir-se en la veritable líder del grup. I mentre experimentava amb arribar a ser tan afilada com Carol, finalment es va adonar que la duresa no s'adaptava a la seva personalitat ni a la seva perspectiva. Lauren Cohan, la jove Sra. Greene s'ha convertit en un MVP de Walking Dead. Dona'ls l'infern, Maggie."